# Ministerstwo Obrony (Szwecja)
Ministerstwo Obrony (szw. Försvarsdepartementet) – jedno z ministerstw szwedzkiego rządu, odpowiedzialne za całokształt obrony państwa. Zakres jego kompetencji obejmuje zarówno obronę militarną, jak i koordynację obrony cywilnej. Ministerstwo odpowiada także za przygotowanie Szwecji na sytuacje kryzysowe oraz ochronę ludności przed wypadkami. Kieruje i nadzoruje szwedzki udział w działaniach odstraszających i obronnych NATO, międzynarodowej współpracy obronnej oraz operacjach międzynarodowych.

## Kierownictwo
Na czele resortu stoi minister obrony Pål Jonson, odpowiedzialny za obronę militarną. Wspiera go sekretarz stanu Peter Sandwall. Drugim członkiem kierownictwa jest minister obrony cywilnej Carl-Oskar Bohlin, który odpowiada za obronę cywilną i przygotowanie kryzysowe. Jego sekretarzem stanu jest Johan Berggren.
Ministrów wspiera zespół polityczny złożony z doradców politycznych, rzeczników prasowych oraz szefa gabinetu politycznego. Całość kierownictwa politycznego obejmuje około dziesięciu osób.

## Struktura organizacyjna
Ministerstwo liczy około 200 pracowników i dzieli się na cztery wydziały oraz dwa sekretariaty. Każdy wydział prowadzi działania w określonym obszarze odpowiedzialności i odpowiada za planowanie oraz rozwój polityki. Sekretariaty wspierają działanie całego resortu, m.in. w zakresie prawa i budżetu.

### Wydziały i departamenty[2]

#### Sekretariaty
- Sekretariat Prawny – przygotowuje projekty ustaw i dokumentów rządowych, odpowiada za międzynarodowe prawo humanitarne, ochronę informacji i jawność dokumentów.
- Sekretariat ds. Zarządzania Budżetem i Wsparcia Administracyjnego – koordynuje zarządzanie finansami, budżetem wewnętrznym, planowaniem operacyjnym, IT oraz infrastrukturą.

#### Wydział Polityki Bezpieczeństwa
- Departament ds. Stosunków Międzynarodowych – rozwój współpracy obronnej, operacje wojskowe, obsługa wizyt delegacji.
- Departament Analiz Strategicznych – analizy w całym zakresie działań resortu, wsparcie planowania długofalowego, obsługa Komisji Obrony.

#### Wydział Wywiadu, Bezpieczeństwa i Spraw Cybernetycznych
- Departament Wywiadu Zagranicznego – nadzór nad operacjami wywiadowczymi i przygotowanie obronne.
- Departament ds. Cyberbezpieczeństwa i Zagrożeń Hybrydowych – koordynacja cyberobrony, bezpieczeństwa informacyjnego i psychologicznego, przeciwdziałanie zagrożeniom hybrydowym.

#### Wydział Obrony Wojskowej
- Departament Uzbrojenia i Przemysłu – zaopatrzenie w sprzęt, badania i rozwój technologii obronnych, przemysł zbrojeniowy, współpraca międzynarodowa.
- Departament Zdolności Wojskowych – organizacja sił zbrojnych w czasie pokoju i wojny, operacje wojskowe, logistyka, infrastruktura, mobilność wojskowa.

#### Wydział Obrony Cywilnej
- Departament ds. Planowania i Rozwoju Obrony Całościowej – koordynacja między obroną cywilną a wojskową, przygotowanie społeczeństwa do kryzysów.
- Departament Ochrony Ludności Cywilnej – działania ratownicze, przeciwdziałanie zagrożeniom chemicznym, biologicznym, radiologicznym i nuklearnym (CBRNE), transport materiałów niebezpiecznych, nadzór nad morzem i reakcje kryzysowe.